# Klaas Nuninga
Klaas Nuninga (Winschoten, 7 november 1940) is een voormalige Nederlandse voetballer. Hij speelde onder meer voor GVAV en Ajax.
Nuninga begon als jeugdspeler bij WVV uit Winschoten, de amateurclub waar ook Jan Mulder en Arie Haan hun carrière begonnen. Via Be Quick kwam hij in 1961 bij GVAV, dat vanaf 1963 met spelers als Tonny van Leeuwen, Piet Fransen (Groningen) en Martin Koeman over een zeer sterk elftal beschikte.
Het talent van Nuninga werd zeer snel onderkend. In 1964 vertrok hij daarom naar Ajax. Hij maakte de aanloop naar de grote bloeiperiode van Ajax mee (eredivisie 1965/66-1972/73, Europa Cup 1966/67 + 1968/69-1972/73). In 1969 speelde hij als invaller in de finale van de Europacup I. Na die verloren finale werd hij door Rinus Michels aan de kant geschoven.
Nuninga was leraar op een lagere school voor hij bij Ajax kwam. Van 1967 tot 1970 werkte hij in de pr bij Puma. In 1970 werd hij adjunct-hoofd sportzaken bij de gemeente Amsterdam. Hij werkte in Frankrijk bij Michelin en was daar op het derde niveau speler-trainer bij AS Montferrand.  Nunninga was bij terugkomst in Nederland nog kort verbonden aan Michelin Nederland. In 1976 kwam hij bij stichting Euro-Sportring waar hij in 1979 hoofd sport- en algemene zaken werd in Nederland. In 1998 stopte hij. Van 1985 tot 1989 zat Nunninga in het sectiebestuur betaald voetbal van de KNVB. Hij was als locatie directeur Amsterdam betrokken bij de organisatie van EURO 2000. Hij werd in september 2000 bestuurslid technische zaken van Ajax en na de beursgang commissaris van Ajax NV. In 2005 trad hij terug na een meningsverschil met voorzitter John Jaakke.
Nuninga is sinds 2006 erelid van het genootschap van sportvrienden "De 144".

## Interlandloopbaan

### Nederlands elftal
Na zijn goede spel in de openingswedstrijd van het seizoen 1963/64  tegen Feyenoord werd Nuninga door bondscoach Elek Schwartz voor de eerste keer geselecteerd voor het Nederlands elftal voor de EK-kwalificatiewedstrijd tegen Luxemburg. De Roemeen gaf hem direct de voorkeur boven Rinus Bennaars, waardoor Nuninga op 11 september 1963 zijn debuut maakte in het Nederlands voetbalelftal. Hij wist na vier minuten te scoren. Nederland speelde teleurstellend met 1-1 gelijk. Met zijn debuut kwam een voorspelling uit die hij op zijn veertiende aan zijn vader tijdens een interland in de Kuip had gedaan. Hij had gezegd dat een plaats voor hem in het Nederlands elftal bereikbaar was. Nuninga zou in totaal negentien keer in het Nederlands elftal spelen. Hij maakte hierin vier doelpunten
| Interlands van Klaas Nuninga voor Nederland | Interlands van Klaas Nuninga voor Nederland | Interlands van Klaas Nuninga voor Nederland | Interlands van Klaas Nuninga voor Nederland | Interlands van Klaas Nuninga voor Nederland | Interlands van Klaas Nuninga voor Nederland |
| №                                           | Datum                                       | Wedstrijd                                   | Uitslag                                     | Soort Wedstrijd                             | Doelpunten                                  |
| Als speler bij GVAV                         | Als speler bij GVAV                         | Als speler bij GVAV                         | Als speler bij GVAV                         | Als speler bij GVAV                         | Als speler bij GVAV                         |
| ------------------------------------------- | ------------------------------------------- | ------------------------------------------- | ------------------------------------------- | ------------------------------------------- | ------------------------------------------- |
| 1.                                          | 11 september 1963                           | Luxemburg – Nederland                       | 1 – 1                                       | EK-Kwalificatie                             | 1                                           |
| 2.                                          | 22 Maart 1964                               | België – Nederland                          | 0 – 0                                       | Vriendschappelijk                           | 0                                           |
| 3.                                          | 12 April 1964                               | Nederland – Oostenrijk                      | 1 – 1                                       | Vriendschappelijk                           | 1                                           |
| 4.                                          | 29 April 1964                               | Nederland – Zweden                          | 0 – 1                                       | Vriendschappelijk                           | 0                                           |
| 5.                                          | 24 mei 1964                                 | Nederland – Albanië                         | 2 – 0                                       | WK-Kwalificatie                             | 0                                           |
| Als speler bij Ajax                         |                                             |                                             |                                             |                                             |                                             |
| 6.                                          | 9 december 1964                             | Nederland – Engeland                        | 1 – 1                                       | Vriendschappelijk                           | 0                                           |
| 7.                                          | 26 januari 1965                             | Israël – Nederland                          | 0 – 1                                       | Vriendschappelijk                           | 0                                           |
| 8.                                          | 23 maart 1966                               | Nederland – West-Duitsland                  | 2 – 4                                       | Vriendschappelijk                           | 1                                           |
| 9.                                          | 17 april 1966                               | Nederland – België                          | 3 – 1                                       | Vriendschappelijk                           | 0                                           |
| 10.                                         | 11 mei 1966                                 | Schotland – Nederland                       | 0 – 3                                       | Vriendschappelijk                           | 1                                           |
| 11.                                         | 7 september 1966                            | Nederland – Hongarije                       | 2 – 2                                       | EK-kwalificatie                             | 0                                           |
| 12.                                         | 18 september 1966                           | Oostenrijk – Nederland                      | 2 – 1                                       | Vriendschappelijk                           | 0                                           |
| 13.                                         | 18 november 1966                            | Nederland – Tsjecho-Slowakije               | 1 – 2                                       | Vriendschappelijk                           | 0                                           |
| 14.                                         | 30 november 1966                            | Nederland – Denemarken                      | 2 – 0                                       | EK-Kwalificatie                             | 0                                           |
| 15.                                         | 5 april 1967                                | Duitse Democratische Republiek – Nederland  | 4 – 3                                       | EK-Kwalificatie                             | 0                                           |
| 16.                                         | 16 april 1967                               | België – Nederland                          | 1 – 0                                       | Vriendschappelijk                           | 0                                           |
| 17.                                         | 10 mei 1967                                 | Hongarije – Nederland                       | 2 – 1                                       | EK-Kwalificatie                             | 0                                           |
| 18.                                         | 13 september 1967                           | Nederland – Duitse Democratische Republiek  | 1 – 0                                       | EK-Kwalificatie                             | 0                                           |
| 19.                                         | 4 oktober 1967                              | Denemarken – Nederland                      | 3 – 2                                       | EK-Kwalificatie                             | 0                                           |

### Militair Elftal
Op 7 oktober 1963 ging Nuninga in militaire dienst. Hij meldde zich die dag op de Frederik Hendrikkazerne in Vught. Hij was ingedeeld bij het eerste peloton van de Grenadiers. Hoewel hij zijn debuut in het Nederlands Elftal had gemaakt werd hij geselecteerd voor het Nederlands militair elftal. Op 7 december 1963 speelde  Nuninga zijn eerste wedstrijd. In de groepsfase op weg naar de  Militaire Wereldkampioenschappen voetbal tegen Marokko. In Casablanca was Nuninga naast Piet Keizer en Pim Doesburg de grote uitblinker. Mede door doelpunten van Nuninga tegen België (2), Noorwegen (2) en Marokko (1) werd Nederland ongeslagen eerste in de poule. Het plaatste zich samen met gastland Turkije, Frankrijk en West-Duitsland voor de eindronde in Ankara. Naast Nuninga selecteerde Elek Schwartz o.a. Nico van Zoghel (DOS), Frans Geurtsen (DWS) en Rob Jacobs (Feyenoord). In de finalepoule werd zowel tegen Turkije als West-Duitsland met 1-1 gelijkgespeeld. Tegen de Fransen werd met 2-1 verloren. Frankrijk eindigde als eerste en werd wereldkampioen. Nederland kwam met West-Duitsland op een gedeelde derde plaats terecht.

## Carrièrestatistieken
| Seizoen         | Club            | Land            | Competitie       | Competitie | Competitie | Beker | Beker | Internationaal | Internationaal | Overig | Overig | Totaal | Totaal |
| Seizoen         | Club            | Land            | Competitie       | Wed.       | Dlp.       | Wed.  | Dlp.  | Wed.           | Dlp.           | Wed.   | Dlp.   | Wed.   | Dlp.   |
| --------------- | --------------- | --------------- | ---------------- | ---------- | ---------- | ----- | ----- | -------------- | -------------- | ------ | ------ | ------ | ------ |
| 1960/61         | Be Quick        | Nederland       | Eerste divisie B | –          | –          | –     | 4     | –              | –              | 0      | 0      | –      | –      |
| 1961/62         | GVAV            | Nederland       | Eredivisie       | 34         | 9          | –     | 3     | –              | –              | 0      | 0      | –      | 13     |
| 1962/63         | GVAV            | Nederland       | Eredivisie       | 25         | 14         | –     | 0     | –              | –              | 0      | 0      | –      | 14     |
| 1963/64         | GVAV            | Nederland       | Eredivisie       | 28         | 14         | –     | 0     | –              | –              | 0      | 0      | –      | 14     |
| 1964/65         | Ajax            | Nederland       | Eredivisie       | 29         | 14         | 1     | 0     | –              | –              | 0      | 0      | 30     | 14     |
| 1965/66         | Ajax            | Nederland       | Eredivisie       | 27         | 15         | 5     | 1     | –              | –              | 0      | 0      | 32     | 16     |
| 1966/67         | Ajax            | Nederland       | Eredivisie       | 34         | 23         | 5     | 2     | 6              | 2              | 0      | 0      | 45     | 27     |
| 1967/68         | Ajax            | Nederland       | Eredivisie       | 33         | 13         | 6     | 4     | 2              | 0              | 0      | 0      | 41     | 17     |
| 1968/69         | Ajax            | Nederland       | Eredivisie       | 29         | 10         | 2     | 1     | 5              | 2              | 3      | 1      | 39     | 16     |
| 1969/70         | DWS/A           | Nederland       | Eredivisie       | 30         | 4          | 4     | 2     | –              | –              | 0      | 0      | 34     | 6      |
| 1970/71         | DWS/A           | Nederland       | Eredivisie       | 29         | 2          | 3     | 1     | –              | –              | 0      | 0      | 32     | 3      |
| 1971/72         | DWS/A           | Nederland       | Eredivisie       | 30         | 2          | 1     | 0     | –              | –              | 0      | 0      | 31     | 2      |
| Carrière totaal | Carrière totaal | Carrière totaal | Carrière totaal  | –          | –          | –     | –     | 13             | 4              | 3      | 1      | –      | –      |

## Erelijst
Ajax
| Nationaal     |    |                           |
| Landskampioen | 3x | 1965/66, 1966/67, 1967/68 |
| KNVB Beker    | 1x | 1966/67                   |